# Nour Hamada
Nour Hamada, född mellan 1887 och 1898, död 1962, var en syrisk feminist.  Hon tillhörde pionjärgenerationen av Arabvärldens feminister. 
Hon grundade och blev ordförande för den första kvinnoföreningen i Syrien, Syrian-Lebanese Women's Union. Hon var också en av initiativtagarna till First Arab Women's Congress, som hölls i Jerusalem 1929 under beskydd av Palestine Arab Congress och som var startskottet för den palestinska kvinnorörelsen, och var både initiativtagare, arrangör och ordförande för First Eastern Women's Congress i Damaskus 1930, som var startskottet för den enade kvinnorörelsen i Mellanöstern. 